# Расони
Расони или Росони (блр. Расоны; рус. Россоны) насељено је место са административним статусом варошице (городской посёлок) на крајњем северу Републике Белорусије и Витепске области, недалеко од границе са Русијом. Административно припада Расонском рејону чији је уједно и административни центар.
Према проценама о броју становника из 2014. у вароши је живело око 5.100 становника.

## Географија
Расони лежи на јужној обали Расонског језера, на око 40 км северно од града Полацка, и на око 117 км северозападно од административног центра области Витепска, и на око 236 км североисточно од главног града земље Минска.

## Историја
Први трагови постојања насеља на месту данашњег Расонија датирају из периода X—ХІІ века, а први писани подаци о садашњем насељу датирају из 1552. када се Расони помиње као насељено место у оквиру Полацког војводства Велике Кнежевине Литваније. Након прве поделе Пољске 1772. постаје делом Руске Империје (у оквирима Полацке губерније до 1796, потом у Белоруској губернији, и напослетку од 1802. у Витепској губернији)
Делом Белоруске ССР постаје 1. јануара 1919. године и у њеним границама остаје свега 15 дана, пошто је 16. јануара исте године припао Руској СФСР. У границе Белорусије враћа се 1924. године.
Насеље је добило административни статус вароши 14. марта 1958. године.

## Демографија
Према резултатима пописа из 2009. у вароши је живело 5.409 становника.
| 1959. | 1970. | 1979. | 1989. | 1999. | 2009. | 2014.  |
| ----- | ----- | ----- | ----- | ----- | ----- | ------ |
| 3.855 | 2.621 | 3.450 | 5.264 | 5.400 | 5.409 | 5.100* |

Напомене - * Резултат процене статистичког завода Белорусије. 